# Ictiobus meridionalis
Ictiobus meridionalis és una espècie de peix de la família dels catostòmids i de l'ordre dels cipriniformes.

## Morfologia
- Els mascles poden assolir 8,4 kg de pes.[5]

## Hàbitat
És un peix d'aigua dolça i de clima tropical.

## Distribució geogràfica
Es troba a Centreamèrica: sud de Mèxic i Guatemala.